# Paragorgia johnsoni
Paragorgia johnsoni is een zachte koraalsoort uit de familie Paragorgiidae. De koraalsoort komt uit het geslacht Paragorgia. Paragorgia johnsoni werd in 1862 voor het eerst wetenschappelijk beschreven door Gray. 